# Chiesa di San Paolo (Milis)
La chiesa di san Paolo è sita a Milis, in provincia di Oristano. Sorge nella periferia sud del paese ed è compresa nel cimitero di Milis.

## Storia e descrizione

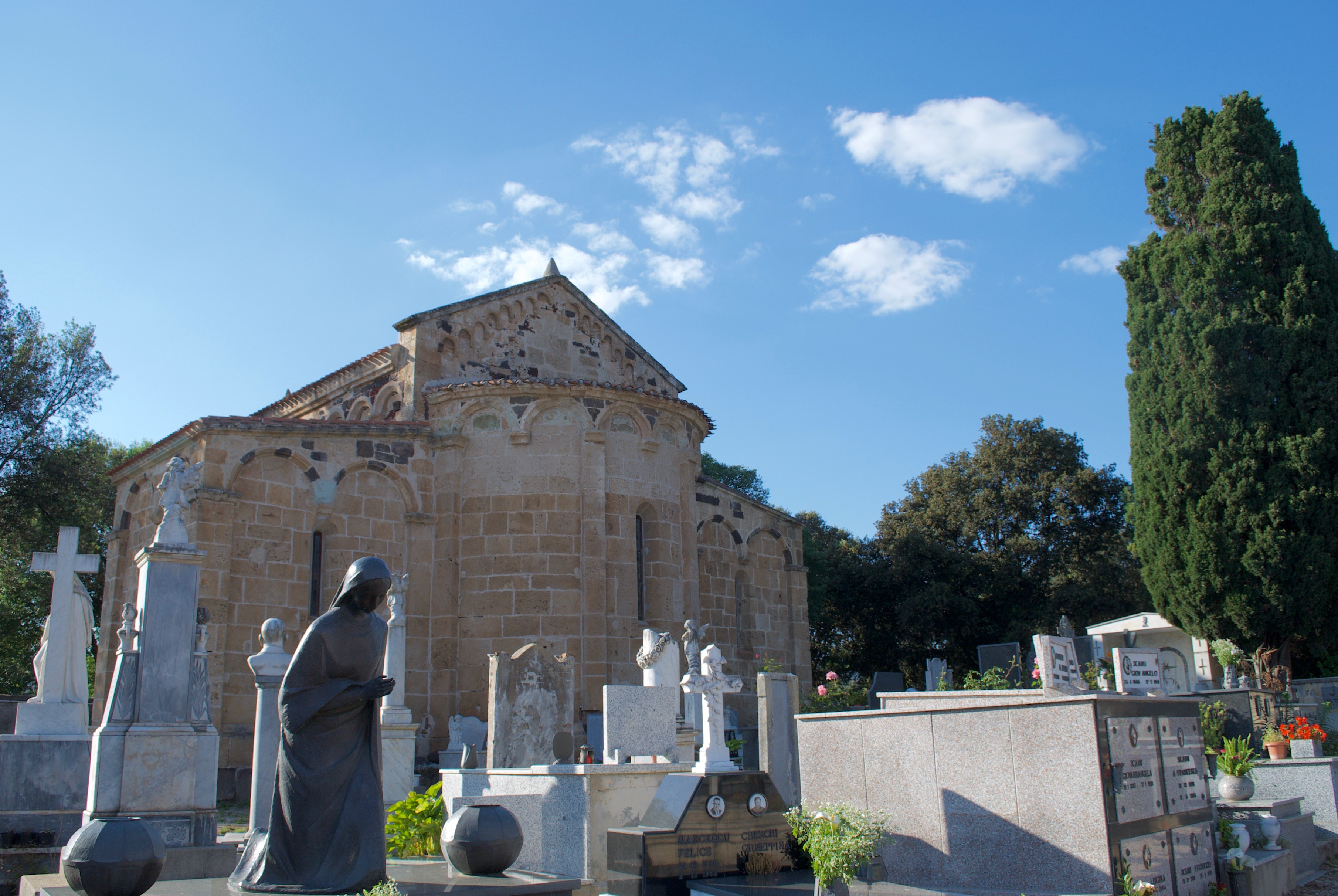
Abside

Il primo impianto della costruzione in stile romanico risale al 1140 circa, con pianta a croce commissa, braccio trasversale più lungo e abside. Fu completata nel 1220 circa. All'interno sorgono l'altare ligneo e dei dipinti che si inquadrano all'interno dell'iconografia pittorica sardo-catalano; le opere sono una Madonna con bambino, scene di vita di san Paolo e la Crocifissione.